# Hilchen Sommerschild

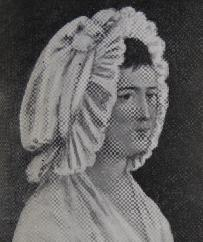
Hilchen Sommerschild

Hilchen Sommerschild, född 1756, död 1831, var en norsk pedagog. Hon räknas som Norges första kvinnliga teoretiska pedagog. Hon var lärare med titeln lärmoder vid Trondhjems borgerlige Realskole mellan 1799 och 1826. 
Hennes föräldrar var kapten Job Thode (1720–1766) och Inger Marie Gram (1725–1782). Hon gifte sig 1790 med kapten Peter Henrich Sommerschild (1754–1798), och var farfars farfars mor till Hilchen Sommerschild (1926–).  
Hilchen Sommerschild växte upp i Trondhjem och flyttade tillbaka dit efter makens död 1798. Hennes utbildning är okänd, men hon undervisade senare själv i franska språket. Året därpå anställdes hon vid Norges och Skandinaviens första realskola, Trondhjems borgerlige Realskole. Skolan hade öppnat 1783 och var från början tänkt att undervisa barn av båda kön, men det ansågs inte möjligt förrän man kunde anställa en kvinnlig lärare för flickorna, något som fanns i läroplanen från början men inte förverkligades förrän Sommerschild anställdes. Hon fick titeln läromoder efter den första kvinnliga läraren i staden, som anställdes vid Vår Frue sogns allmueskole i Trondheim 1790; denna undervisade dock endast sina elever i hantverk och hushållskunskap. Sommerschild undervisade i musik, sång och språk; hon hade också till uppgift att alltid finnas närvarande som förkläde för flickorna i skolan och under rasterna, och till att upprätthålla hygien och ordning i skollokalerna. Hon fick 1803 en piga som assistent. 
Hon beskrivs som intelligent och duktig. Hon fick 150 riksdaler i lön, att jämföra med skolans andra, manlige språklärare, som fick 300. Hon bad om avsked 1826 och hade då änkepension efter maken. Skolan blev mönster för övriga skolor som grundades i Norge efter den, och läromodertjänsten blev på samma sätt mönsterbildande för lärartjänst för kvinnor inom teoretiska fack i Norge, något som dock inte genomfördes på allvar förrän på 1860-talet. 